# Шнайдер, Жермена
Жермена Шнайдер (17 марта 1903, Андерлехт — 12 ноября 1945, Цюрих) — советская разведчица разведывательной сети «Красная капелла».

## Биография
В 1925 году — вышла замуж за Франца Шнайдера, во время свадебного путешествия в Швейцарии их завербовали советские разведорганы, на которые они согласились работать.
С 1925 по 1929 годы — Жермена с мужем принимала активное участие в подпольной работе Бельгийской Коммунистической партии и принимала у себя заграничных членов коминтерна.
С 1936 года по 1939 год — Жермена выполняла обязанности курьера для разведывательной сети «Красная капелла», совершая поездки во Францию, Германию, Болгарию, являлась связной Генри Робинсона с Великобританией.
С 1939 по 1942 год — работала на разведывательную сеть «Красная капелла» в Нидерландах.
В 1939 году — познакомилась с Иоганном Венцелем, который обучал её работе с передатчиком, впоследствии они стали любовниками.

### В годы войны
Жермена руководила подгруппой, входившей в состав сети которой правил Ефремов Константин Лукич, членами которой были её сестры: Рене Блюмзак и Жозефина Верхимст, муж Рене- Жозеф Блюмзак, любовник Жозефины Жан Янсен и Ивонна Пельманс.
С мая 1942 года — начала выполнять обязанности связной между организацией которой руководил Ефремов, Константил Лукич и парижской сети которой руководил Леопольд Треппер.
В 1942 году — после ареста Венцеля Жермена сумела убедить немцев в том, что она не имела никакого отношения к разведывательной деятельности, сумела уехать во Францию и обо всём доложить Трепперу. 
Летом 1942 года — выполняла поручения Треппера, совершала поездки в Бельгию, где узнала от Райхмана о  сотрудничестве с немцами Ефремова. 
Осенью 1942 года — Гроссфогель отправил Жермену в Лион, там она присоединилась к сети Исидора Шпрингера, после чего её арестовали. 
В ноябре 1942 года — была отправлена в концлагерь. 
В мае 1945 года — была освобождена советскими солдатами.

### После войны
В октябре 1945 года — переехала в Цюрих, куда приехал и её муж. 
12 ноября 1945 года — умерла от рака.